# Тинамуи
Тинамуи (лат. Tinamiformes) су ред птица који садржи једну истоимену породицу (лат. Tinamidae) са две потпородице. Ове птице сврставају се у надред Paleognathae. Живе на подручју Јужне и Средње Америке. Упркос томе што по свом изгледу подсећају на кокошке, према данашњим схватањима сматра се да су им нојеви најближи рођаци.

## Систематика
- Потпородица Tinaminae
  - Род Tinamus
    - Tinamus guttatus
    - Tinamus tao
    - Tinamus solitarius
 (парагвајски тинаму)[2]
    - Tinamus osgoodi
 (црни тинаму)[3]
    - Tinamus major

  - Род Nothocercus
    - Nothocercus bonapartei
    - Nothocercus julius
    - Nothocercus nigrocapillus

  - Род Crypturellus
    - †Crypturellus reai
    - Crypturellus berlepschi
    - Crypturellus soui
    - Crypturellus cinereus
    - Crypturellus ptaritepui
    - Crypturellus obsoletus
    - Crypturellus undulatus
    - Crypturellus transfasciatus
    - Crypturellus strigulosus
    - Crypturellus duidae
    - Crypturellus erythropus
      - Crypturellus erythropus saltuarius
 (таксономски статус је нејасан)[4]
      - Crypturellus erythropus idoneus
 (таксономски статус је нејасан)[4]
      - Crypturellus erythropus columbianus
 (таксономски статус је нејасан)[4]

    - Crypturellus noctivagus
    - Crypturellus atrocapillus
    - Crypturellus cinnamomeus
    - Crypturellus boucardi
    - Crypturellus kerriae
    - Crypturellus variegatus
    - Crypturellus brevirostris
    - Crypturellus bartletti
    - Crypturellus parvirostris
    - Crypturellus casiquiare
    - Crypturellus tataupa
- Потпородица Nothurinae
  - Род Rhynchotus
    - Rhynchotus rufescens
    - Rhynchotus maculicollis

  - Род Nothoprocta
    - Nothoprocta taczanowskii
    - Nothoprocta ornata
    - Nothoprocta perdicaria
 (чилеански тинаму)[3]
    - Nothoprocta cinerascens
    - Nothoprocta pentlandii
    - Nothoprocta curvirostris

  - Род Nothura
    - †Nothura paludosa
    - †Nothura parvula
    - Nothura boraquira
    - Nothura minor
    - Nothura darwinii
    - Nothura maculosa
    - Nothura chacoensis

  - Род Taoniscus
    - Taoniscus nanus

  - Род Eudromia
    - †Eudromia intermedia
    - †Eudromia olsoni
    - Eudromia elegans
 (мартинета или ћубасти тинаму)[1]
    - Eudromia formosa

  - Род Tinamotis
    - Tinamotis pentlandii
    - Tinamotis ingoufi
 (патагонијски тинаму)[3]
- Род †Querandiornis
  - †Querandiornis romani